# ليه مكدونالد
ليه مكدونالد (بالإنجليزية: Les McDonald)‏ هو لاعب كرة قدم أمريكية أمريكي، ولد في 19 سبتمبر 1914 في غراند إيسلاند في الولايات المتحدة، وتوفي بنفس المكان في 1 يوليو 1971.